# Her Alibi
Her Alibi (Brasil: Adorável Sedutora / Portugal: O Seu Perfeito Álibi) é um filme estadunidense de 1989, do gênero comédia romântica, dirigido por Bruce Beresford, escrito por Charlie Peters e estrelado por Tom Selleck, Paulina Porizkova, William Daniels e James Farentino.

## Sinopse
Phil Blackwood (Selleck) é um romancista de ficção de mistério americano que se depara com uma deslumbrante suspeita de assassinato romena chamado Nina (Porizkova) quando ela é indiciada no tribunal que ele está visitando. Imediatamente se apaixonando por ela, Blackwood posa como um padre católico romano para conhecê-la enquanto Nina é mantida até sua continuação de acusação. Encontrando-a usando um colar de crucifixo (o que seria proibido em sua terra natal comunista), ele assume que ela é inocente quando ela não confessa o assassinato. Com a ajuda de seu editor e amigo, Sam (Daniels), Blackwood inventa um álibi ("Estamos tendo um caso") para Nina garantir sua libertação.
Nina então se estabelecerá com Blackwood, servindo como inspiração para um romance que decidirá o destino das carreiras dele e de Sam na escrita e publicação, tudo isso enquanto evita agentes da Securitate da Romênia, um dos quais cometeu o assassinato para impedir a deserção de Nina e sua família para a América. O clímax do filme se passa durante o Funeral de Grimaldi, um velório jovial no qual muitos palhaços se reúnem para celebrar a vida de Joseph Grimaldi.

## Elenco
- Tom Selleck como Phil Blackwood
- Paulina Porizkova como Nina
- William Daniels como Sam
- James Farentino como Frank
- Hurd Hatfield como Troppa
- Victor Argo como Auran
- Patrick Wayne como Gary Blackwood
- Tess Harper como Sally Blackwood

## Recepção
O filme foi recebido com críticas negativas, ganhando uma taxa de aprovação de 17% no Rotten Tomatoes com base em 23 críticas.
Embora tenha sido a aparição mais conhecida de Porizkova no cinema, seu papel como Nina em Her Alibi lhe rendeu uma indicação de Framboesa de Ouro em 1990 para Pior Atriz.